# 소르소
소르소(Sorso)는 이탈리아 사르데냐 주 사사리도의 코무네로, 인구는 약 14,700명이며 사사리 (사르데냐)에서 북쪽으로 약 8 킬로미터 (5 mi) 떨어진 곳에 위치한다.

## 개요
소르소는 아시나라 만을 마주하고 있는 관광 휴양지이다. 관광 외에 경제는 주로 농업에 기반을 두고 있다. 지역 방언은 사사리어의 한 변형이다.
유디케 (왕) 토레스의 바리소네 3세는 1236년 소르소에서 농민 반란 중에 암살되었다.